# Provincia eclesiástica de Barcelona

Archidiócesis de Barcelona
Sufragáneas

La provincia eclesiástica de Barcelona es una demarcación territorial eclesiástica que constituye una de las 14 provincias eclesiásticas de España. Fue constituida el 15 de junio del 2004 por el papa Juan Pablo II con la bula Ad totius dominici. Está constituida por la archidiócesis de Barcelona y sus dos diócesis sufragáneas: La diócesis de Tarrasa y la diócesis de San Feliú de Llobregat.

## Historia
La existencia de la diócesis de Barcelona se data de al menos desde el siglo IV, pero como archidiócesis desde el año 1964, por la bula Laeto animo del papa Pablo VI. Era un archidiócesis sin diócesis sufragáneas, inmediatamente sujeta a la Santa Sede. A pesar de ello, mantenía una estrecha relación con las otras diócesis catalanas de la denominada provincia eclesiástica Tarraconense.
La historia primitiva de la sede de Barcelona es muy antigua. Hay indicios de la presencia del cristianismo desde el siglo III. Se puede constatar la presencia evangelizadora de mártires con testimonios históricos fidedignos como san Cucufato, mártir durante la persecución de Diocleciano (304), o Eulalia de Barcelona. Del obispo san Severo, de san Medir, de santa Juliana y de santa Semproniana no poseemos testimonios históricos fidedignos del todo,tan solo la tradición popular.
El primer obispo de la antigua Barcino conocido documentalmente es Pretextat que asistió al concilio de Sárdica en el 343. Veinte años más tarde ocupó la sede de Barcelona San Paciano (360-390), escritor y santo. A comienzos del siglo V fue obispo Lampi (393-400), que ordenó sacerdote a san Paulino de Nola. Pertenece a esta época paleocristiana la basílica dedicada a la Santa Cruz, que será la sede titular, y posteriormente, desde el 890, también estará dedicada a santa Eulalia. 
El papa Juan Pablo II constituyó la provincia eclesiástica de Barcelona el 15 de junio del 2004 con la bula Ad totius dominici. Con el mismo documento la archidiócesis de Barcelona pasó a ser la sede metropolitana de la provincia, teniendo como diócesis sufragáneas a las diócesis de Tarrasa y San Feliú de Llobregat.
La justificación inicial a esta división respondía a motivos de orden demográfico (el gran volumen de población de la archidiócesis) y al orden canónico: no está prevista la existencia de una archidiócesis sin diócesis sufragáneas. Aun así, hay quién considera que el momento y la forma de hacerse el reparto obedeció más bien a razones de equilibrio en el nombramiento de obispos y que señala el fin de un ciclo histórico de la iglesia catalana, ya que, tradicionalmente, la archidiócesis de Tarragona, sede primada desde sus inicios, encabezaba la provincia eclesiástica que abarcaba toda Cataluña.

## Organización territorial
La diócesis de Tarrasa comprende los antiguos arciprestazgos de Montcada, San Cugat-las Planes, Tarrasa, Rubí, Sabadell Centro, Sabadell Norte, Sabadell Sur, Granollers, Puiggraciós, Mollet, Montbui y Montseny (al cual se había unido anteriormente el arciprestazgo de Cardedeu-Llinars). Tiene su sede en la Catedral del Espíritu Santo.
La diócesis de Sant Feliú de Llobregat comprende los arciprestazgos de la antigua diócesis de Barcelona del Prado de Llobregat, San Baudilio de Llobregat, San Feliú de Llobregat, San Vicente dels Horts, Montserrat, Garraf, Vilafranca del Penedès, Anoia y Piera-Capellades. Tiene su sede en la Catedral de San Lorenzo.
La archidiócesis de Barcelona comprende los arciprestazgos de: Catedral, Ramblas-Pueblo Seco, San José Oriol, Purísima Concepción, Sagrada Familia, Pueblonuevo, Provensals, San Martín, San Andrés, Trinidad-Roquetes, Vilapicina, Horta, Guinardó, Valle de Hebrón, Gracia, San Gervasio, Sarriá, el Torreón-Collblanc, Cornellá de Llobregat, Hospitalet de Llobregat, Sants-Marina (anteriormente Sants-Casa Antúnez) y también Gramanet, Badalona Norte, Badalona Sur, la Cisa y Mataró. Tiene su sede en la Catedral de la Santa Cruz y Santa Eulalia.

### Datos de la Provincia eclesiástica
El arzobispo de Barcelona es el metropolitano de la provincia y tiene autoridad limitada sobre las diócesis sufragáneas.
| Provincia eclesiástica de Barcelona | Provincia eclesiástica de Barcelona | Provincia eclesiástica de Barcelona |
| Catedral                            | Advocación                          | Diócesis                            |
| ----------------------------------- | ----------------------------------- | ----------------------------------- |
| Catedral de Barcelona               | La Santa Cruz y Santa Eulalia       | Barcelona                           |
| Catedral de San Feliú de Llobregat  | San Lorenzo                         | San Feliú de Llobregat              |
| Catedral de Tarrasa                 | Espíritu Santo                      | Tarrasa                             |

La provincia fue creada en 2004 visto el crecimiento demográfico de la archidiócesis, que contaba con 4 millones de habitantes, de los cuales alrededor del 92 % eran considerados católicos. Actualmente, la provincia tiene alrededor de 459 parroquias, abarca unos 3147,53 km² en donde habitan aproximadamente 4.921.974 de personas de los cuales 4.238.915 son católicos, o sea el 88,93% de la población.
| Datos comparativos entre las diócesis de la provincia  | Datos comparativos entre las diócesis de la provincia | Datos comparativos entre las diócesis de la provincia | Datos comparativos entre las diócesis de la provincia | Datos comparativos entre las diócesis de la provincia | Datos comparativos entre las diócesis de la provincia |
| ------------------------------------------------------ | ----------------------------------------------------- | ----------------------------------------------------- | ----------------------------------------------------- | ----------------------------------------------------- | ----------------------------------------------------- |
| Diócesis                                               | Erigida                                               | Área(km²)                                             | % C.                                                  | Poblacióntotal                                        | P.                                                    |
| Barcelona                                              | siglo IV                                              | 340,53                                                | 79,6                                                  | 2.661.538                                             | 214                                                   |
| Tarrasa                                                | 15 de junio de 2004                                   | 1.197                                                 | 98,6                                                  | 1.254.000                                             | 123                                                   |
| Sant Felíu de Llobregat                                | 15 de junio de 2004                                   | 1.610                                                 | 88.6                                                  | 1.006.436                                             | 122                                                   |
| Total                                                  | Total                                                 | 3.147,53                                              | 88,93                                                 | 4.921.974                                             | 459                                                   |
| P.=Número de parroquias; % C.=Porcentaje de católicos; |                                                       |                                                       |                                                       |                                                       |                                                       |

## Conferencia Episcopal Tarraconense
La Conferencia Episcopal Tarraconense (CET) es la agrupación de los obispos de la Provincia eclesiástica Tarraconense con la Provincia eclesiástica de Barcelona, que se constituyó el 1969. En concreto, incluye las archidiócesis de Tarragona y Barcelona, así como las diócesis de Gerona, Lérida, Vich, Tortosa, Urgel, Solsona, Tarrasa y San Feliú. El presidente de la CET es el arzobispo de Tarragona. Es la solución adoptada por las diócesis catalanas para poder actuar conjuntamente, puesto que teóricamente tanto la provincia eclesiástica Tarraconense, como la de Barcelona, tendrían que dar cuentas de manera separada e individual a la Conferencia Episcopal Española.
La Conferencia Episcopal Tarraconense está a la espera de la aprobación, por parte de la Santa Sede, que dará personalidad jurídica conjunta a las diez diócesis catalanas, en cumplimiento a aquello que se pedía en la resolución n. 142 del Concilio Provincial Tarraconense, celebrado el junio del 2005. Esta resolución pedía encontrar "de acuerdo con la Conferencia Episcopal Española, la correspondiente solución jurídica, en orden a una acción evangelizadora y pastoral más eficaz y a una presencia eclesial más significativa en Cataluña, manteniendo la relación institucional con la Conferencia Episcopal Española".

## Episcopologio
- Ver Lista de Obispos y Arzobispos de Barcelona
- Ver Lista de Obispos de San Feliú de Llobregat
- Ver Lista de Obispos de Tarrasa